# Anton Fränznick

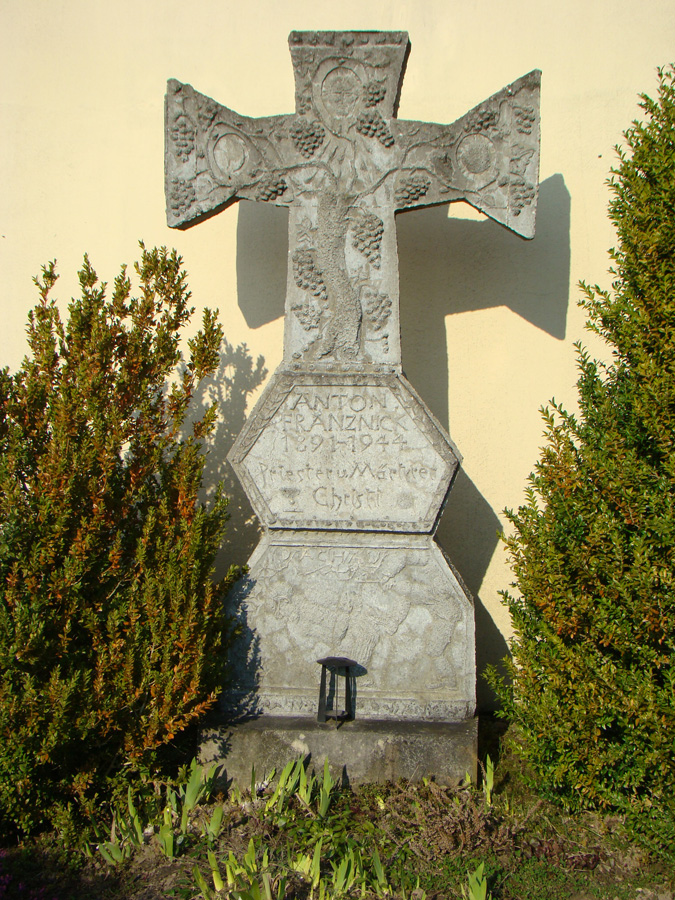
Fränznick-Grabmal in Rohrbach am Gießhübel

Anton Maria Fränznick (* 9. August 1889 in Rohrbach am Gießhübel; † 27. Januar 1944 im KZ Dachau) war ein deutscher katholischer Priester.
Fränznick wurde am 2. Juli 1913 zum Priester geweiht. Nach verschiedenen Vikarstellen in Neustadt im Schwarzwald, in St. Urban in Freiburg-Herdern, als Hausgeistlicher an der St.-Josefsanstalt für Behinderte in Herten bei Rheinfelden (Baden) und wiederum als Vikar in Karlsruhe wurde er 1925 Pfarrer in Mörsch im damaligen Dekanat Ettlingen.
Bereits im Priesterseminar in Freiburg war er durch seine tiefe Frömmigkeit und Strenge gegenüber sich selbst wie auch gegenüber anderen aufgefallen. In den 20er Jahren schloss er sich der Schönstatt-Bewegung an. In deren Sinne organisierte er in seiner Gemeinde mit großem Erfolg so genannte „Eucharistische Wochen“ und war im gesamten süddeutschen Raum als Wandermissionar tätig. Seine Mitbrüder sahen dies teilweise mit Misstrauen. Sein Dekan schrieb 1931 „Fränznick/Mörsch spinnt wieder“.
Nach der Machtergreifung der Nationalsozialisten schloss er sich 1933 mit anderen Schönstatt-Priestern in einer Art „Verschwörung“ zur Förderung des religiösen Lebens in einer Kirche am Kaiserstuhl zusammen, die vor dem Zugriff der Gestapo sicher war. Dennoch geriet er alsbald in deren Visier, weil er unverändert seiner Missionarstätigkeit nachging. Wegen des staatlichen Verfolgungsdrucks erwirkte das Ordinariat Rottenburg ein – innerkirchliches – Verbot, in seinem Diözesangebiet tätig zu werden. Bereits 1934 waren nämlich mehrere Geistliche seines Bereichs in „Schutzhaft“, 1935 untersagte auch das erzbischöfliche Ordinariat Freiburg ihm – allerdings erfolglos – die Missionstätigkeit, weil dies zulasten des Gemeindedienstes gehe.

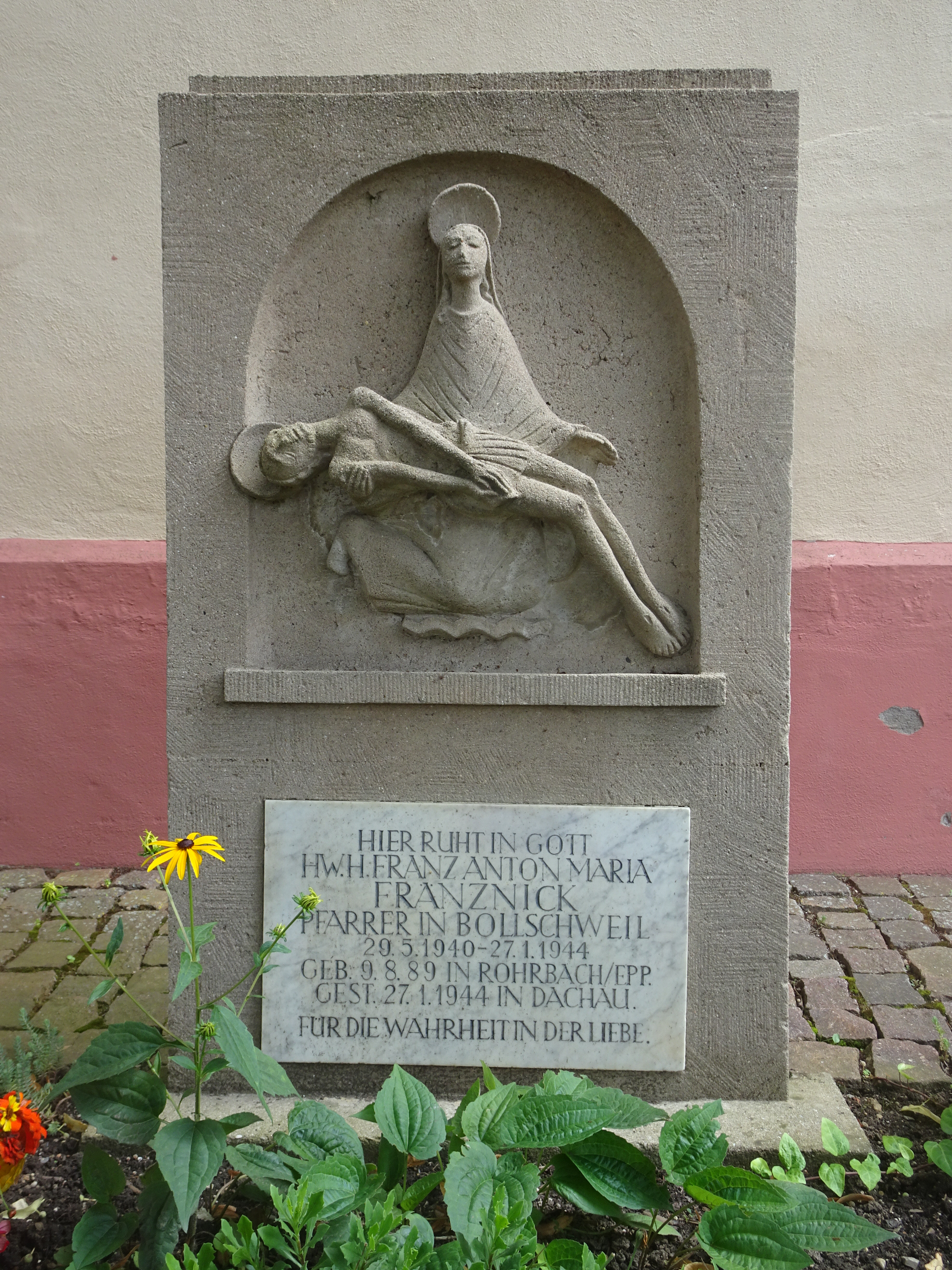
Symbolischer Grabmal Fränznicks bei der Kirche in Bollschweil

1940 wurde Anton Fränznick auch zu seinem eigenen Schutz in das abgelegene 500-Seelen-Dorf Bollschweil bei Freiburg versetzt. Allerdings gab er auch dort keine Ruhe. Vielmehr trug er mit dem Ortsbürgermeister über die Kanzel einen Konflikt aus, ob die Kirchengemeinde sich an der Baulast eines Weges zu beteiligen habe, und kritisierte in einer Predigt die stand„rechtliche“ Erschießung eines polnischen Zwangsarbeiters, der ein Verhältnis mit einer Bollschweilerin gehabt hatte.
Einer Beschwerde des Bürgermeisters folgte am 26. Juni 1942 die Verhaftung von Anton Fränznick. Nach der Verfügung von Schutzhaft durch Heinrich Himmler wurde er am 24. Juli 1942 in das KZ Dachau in den Priesterblock verbracht. Dort musste er an einer primitiven Mühle Kräuter zerkleinern, eine extrem staubige Arbeit, die letztlich zu seinem Tod führte. Die Obduktion ergab Folgendes: überstandene Lungenentzündung, Typhus im Abheilen, Staublunge, kranke Nieren, Embolie im Bein, Blutgerinnsel in der Herzkammer.
Anton Fränznick starb innerlich ungebrochen. Er hatte sich auf seinen Tod als Märtyrer vorbereitet. Seine Urne wurde in seinem Geburtsort Rohrbach beigesetzt, sein Grabmal wurde von Emil Wachter gestaltet.

## Würdigungen
Die Ortsgemeinde Bollschweil hat zum Andenken eine Straße nach Anton Fränznick benannt. Auch in Rheinstetten im Stadtteil Mörsch gibt es eine Fränznickstraße.
Die katholische Kirche hat Pfarrer Franz Anton Fränznick im Jahr 1999 als Glaubenszeugen in das deutsche Martyrologium des 20. Jahrhunderts aufgenommen.